# Ochreriades fasciatus
Ochreriades fasciatus är en biart som först beskrevs av Heinrich Friese 1899.  Ochreriades fasciatus ingår i släktet Ochreriades och familjen buksamlarbin. Inga underarter finns listade i Catalogue of Life.

## Spridning och levnadssätt
Detta ovanliga buksamlarbi är känt bara från ett mycket litet antal lokaler i Mellanöstern (Jordanien, Syrien och Israel). Som alla boksamlarbin samlar honan pollen i den behåring hon har på undersidan av bakkroppen.
Äggen läggs i håligheter gjorda av andra insekter i torrt eller dött trä, ofta döda cypresser. Till skillnad från bon från andra liknande bin känns dessa igen på att den förslutning som honan skapar vid ingången till äggen alltid består av grus eller stenar (1 – 2 mm stora) som limmats ihop med lera.